# Rune Dahmke
Rune Dahmke  (ur. 10 kwietnia 1993 w Kilonii) – niemiecki piłkarz ręczny, reprezentant kraju grający na pozycji lewoskrzydłowego, zawodnik THW Kiel.

## Kariera
W sezonie 2012/13 Dahmke grał w niemieckiej trzeciej lidze w TSV Altenholz oraz w Lidze Mistrzów w THW Kiel. Od następnego sezonu został zgłoszony przez THW Kiel do rozgrywek Bundesligi i jednocześnie nadal był zawodnikiem klubu z Altenholz, z którym awansował do drugiej ligi.
W listopadzie 2015 roku Rune został powołany przez trenera Dagura Sigurðssona do reprezentacji Niemiec na mecze Superpucharu. 6 listopada 2015 roku zadebiutował we Flensburgu w zwycięskim 29:20 meczu przeciwko Brazylii, w którym strzelił jednego gola. Na mistrzostwach Europy 2016 rozgrywanych w Polsce zdobył złoty medal.

## Życie prywatne
Jego ojciec Frank Dahmke również był szczypiornistą. Od 2017 jest w związku z norweską piłkarką ręczną Stine Bredal Oftedal.

## Sukcesy

### Reprezentacyjne
Mistrzostwa Europy:
- Polska 2016

### Klubowe
Liga Mistrzów:
- 2019/2020
- 2021/2022

Puchar EHF:
- 2018/2019

Puchar IHF:
- 2019

Mistrzostwa Niemiec:
- 2014/2015, 2019/2020, 2020/2021
- 2013/2014, 2014/2015, 2018/2019
- 2012/2013, 2015/2016, 2016/2017

Puchar Niemiec:
- 2017, 2019

Superpuchar Niemiec:
- 2014, 2015, 2020, 2021